# Présumée Coupable
Pour plus de détails, voir Fiche technique et Distribution.
Présumée Coupable (Separate Lives) est un film américain réalisé par David Madden, sorti en 1995.

## Synopsis
Tom Beckwith est un ancien policier père d'une petite fille Ronny, qui a démissionné après l'assassinat de Tina sa femme. Alors qu'il cherche une réorientation, il décide de suivre les cours de Lauren Porter, une psychiatre. Lorsque le film commence, une amie de celle-ci a été assassinée. Lauren demande à Tom de le prendre en filature car elle souffre de crises d'amnésie récurrentes depuis que sa mère a tué son beau-père. Le premier soir, Tom se rend en boîte de nuit afin de mieux la surveiller mais il comprend très rapidement que Lauren a un alter-égo, Léna. Après que les propriétaires du club l'aient frappé, il envisage dans un premier temps de renoncer à son enquête mais ses sentiments envers Lauren le font changer d'avis. Il retrouve le propriétaire et lui fait subir un interrogatoire musclé. Beaucoup plus tard, Tom est assez confronté entre les deux vies de Lauren et comprend que la seule solution pour qu'elle guérisse serait de la ramener sur les lieux du terrible accident. Lauren et Tom découvrent que le père de Lauren est le véritable assassin, et Tom parvient à le mettre hors d'état de nuire. Tom finit par réintégrer la police.

## Distribution
- James Belushi (VF : Patrick Floersheim) : Tom Beckwith
- Linda Hamilton : Lauren Porter
- Elisabeth Moss : Ronny Beckwith
- Vera Miles : Dr. Ruth Goldin
- Drew Snyder : Robert Porter
- Joshua Malina : Randall

## Commentaires
- James Belushi et Linda Hamilton se retrouvent cinq ans après avoir joué dans Monsieur Destinée. Ils se croiseront à nouveau dans le dixième épisode de la cinquième saison de la série According to Jim, Lean On Me.
- Ce film est le dernier dans lequel joue l'actrice Vera Miles.